# Ruth Kedar
Ruth Kedar (en hebreo: רות קדר; nacida el 27 de enero de 1955) es una artista y diseñadora gráfica brasileña-israelí, reconocida internacionalmente por haber creado el logo de Google que se utilizó desde el 31 de mayo de 1999 hasta el 1 de septiembre de 2015.
Durante su etapa como profesora en la Universidad de Stanford, fue contactada por Larry Page y Sergey Brin, fundadores de Google, quienes buscaban una identidad visual para su motor de búsqueda. Tras presentar varias propuestas de diseño, su enfoque lúdico, el uso personalizado del tipo de letra Catull y una expresión visual distintiva convencieron a los fundadores para encargarle tanto el logotipo como la imagen gráfica de la empresa.

## Biografía
Ruth Kedar nació en Campinas, estado de São Paulo, Brasil. Más tarde emigró a Israel, donde obtuvo un título en Arquitectura por el Technion – Instituto de Tecnología de Israel. Posteriormente se trasladó a los Estados Unidos para cursar una maestría en Diseño en la Universidad de Stanford.

## Trayectoria profesional
Su tesis de maestría se centró en el diseño de barajas de cartas. En 1988, fue comisionada por Adobe Systems para diseñar el "Adobe Deck", una baraja promocional. Más adelante creó las premiadas barajas *Analog Deck* y *Duolog Deck*.
De 1988 a 1999 fue profesora invitada en el Departamento de Arte de Stanford.
Kedar también practica Aikidō y posee el rango de *Godan* (quinto dan). Enseña esta disciplina en Aikido West, en Redwood City, California.
Como artista, su obra se caracteriza por una aproximación experimental basada en su experiencia vital. Recurre a sus trabajos anteriores para reinterpretarlos, en un proceso que denomina “conversaciones con mi yo más joven”. Su estilo visual refleja las influencias culturales y estéticas de Brasil, Israel, Estados Unidos y otros países que ha visitado.